# Pomelo (personaje)
Pomelo es un personaje de Diego Capusotto que apareció por primera vez en el Capítulo 4 de la segunda temporada de Peter Capusotto y sus videos. En 2007 fue elegido el Artista del Año de la revista Rolling Stone argentina.
Pomelo es una sátira acerca de los músicos de rock and roll, con una vestimenta y manera de hablar que recuerdan a Juanse (cantante de Los Ratones Paranoicos ). Este cantante se vio ofendido por el personaje de Diego Capusotto, llevando la polémica a diferentes medios de comunicación. Capusotto lo ha negado. Según él es la parodia de un estereotipo de roquero. En otro medio ha dicho "Pomelo tiene su autonomía y los clisés de un personajito rockero, muchos se pueden sentir identificados. ¿Por qué cree que es él? Yo inclusive tengo todos los discos de Juanse, menos los diez últimos" Otros han visto en Pomelo rasgos de Charly García, Fito Páez, Andrés Calamaro y Pity Álvarez.
El personaje posee un ego muy elevado, haciendo énfasis todo el tiempo en que es una "estrella de rock and roll". Siempre termina en ridículas situaciones ocasionadas por su intención de causar descontrol, tomar alguna droga o atacar verbalmente a alguna persona (generalmente cuando causa "descontrol" una persona le grita y éste sale corriendo). Ejemplos de esto incluyen cuando vendedores de droga lo atacaron por llamar al jefe de su pandilla y pedirle droga después de que le dijeron que la policía estaba escuchando y el ignorara la advertencia; ser golpeado por piqueteros por ofrecerles dos pesos a cada uno si lo dejaban pasar por una calle que ellos cortaban, ser arrestado después de llamar a la Subsecretaría de Defensa del Consumidor y quejarse de que le vendieron marihuana de mala calidad y ser atacado por un paparazzi después de insultarlo. Siempre habla en tercera persona. Su frase característica es "Rock 'n' roll, nenenennn".
Pomelo muestra una gran ignorancia a casi cualquier tema; un ejemplo de esto es cuando consiguió un tatuaje del Che Guevara, pensando que era un guitarrista y no un revolucionario  socialista. También demuestra no saber sobre cultura roquera en general, ya que en un episodio el no sabía que John Lennon estaba muerto y pensaba que Roger Waters era un río. Tampoco sabía que Juan Domingo Perón estaba muerto. 
Un locutor muestra los discos y canciones de Pomelo, presenta los sucesos y comunica explícitamente al público al que Pomelo se dirige, los "adolescentes con problemas". Su mánager es Tony Sorete (en realidad es una foto de Borís Yeltsin), que también representa a otros artistas "de rock", como Pink Floyd, Adriana Varela y Alejandro Sanz.
Pomelo ya cuenta 18 capítulos en el programa de Peter Capusotto y sus videos, siendo el personaje más usado en el programa, y es usualmente considerado por crítica y por audiencia como el mejor personaje de Capusotto.
El Suplemento No! de Página/12 sobre cultura joven, elaboró una encuesta para elegir al Artista "Pomelo" del Año, el músico más autodestructivo. El ganador fue Charly García.